# Макдевит, Том
Том Макдэвит — президент Вашингтон Таймс, ежедневной газеты в Вашингтоне, США. Он является последователем Движения объединения (не напрямую владеющего газетой) и в прошлом руководитель движения в США в 1980-х. Макдэвит женат на Сун Джа более 20 лет и у них пятеро детей. Ранее он работал в организации Лучи света (фонд), прославившегося тем, что организовал сеть из 100 тыс. добровольцев в помощь жертвам урагана Катрина .